# Pseudocrossidium hornschuchianum
Pseudocrossidium hornschuchianum (deutsch Hornschuch-Scheinfransenmoos) ist eine Laubmoos-Art aus der Familie Pottiaceae. Ein Synonym ist Barbula hornschuchiana Schultz.

## Merkmale
Pseudocrossidium hornschuchianum bildet frischgrüne bis hellgrüne, lockere bis mäßig dichte und leicht zerfallende Rasen. Die bis 1,5 Zentimeter hohen Sprosse sind wenig verzweigt und feucht aufrecht abstehend beblättert. Trocken sind die Blätter eingebogen und spiralig gedreht. Sie sind lanzettlich, allmählich in die scharfe Spitze verschmälert, gekielt, die Blattränder von unten bis oben stark zurückgerollt. Die kräftige Blattrippe tritt als scharfe Stachelspitze aus. Die Blattzellen sind unten rechteckig und glatt, oben rundlich quadratisch, dicht papillös und etwa 8 bis 15 Mikrometer groß. Die eilängliche und schwach gekrümmte Sporenkapsel auf der unten roten und oben gelben Seta besitzt lange und spiralig gewundene Peristomzähne. Der Kapseldeckel ist lang geschnäbelt.

## Standortansprüche
Die Art ist wärmeliebend und besiedelt offene, kalkhaltige, lehmige, sandige bis steinige Erde an lichtreichen, oft trocken-warmen Stellen, besonders an Wegrändern, Böschungen, auf Ruderalflächen, Fußpfaden, Brachäckern, in Kiesgruben, Steinbrüchen oder in Trockenrasen-Bodenlücken. Häufige Begleitmoose sind Barbula convoluta, Barbula unguiculata, Phascum cuspidatum, Tortula protobryoides und einige Bryum-Arten. 

## Verbreitung
Das Moos hat seine Hauptverbreitung im Flach- und Hügelland auf kalkhaltigen Böden. In Silikatgebieten kommt es nur zerstreut vor oder es fehlt. Die Häufigkeit in Deutschland wird als mäßig häufig angegeben. In Europa ist es besonders im westlichen, zentralen und südlichen Teil verbreitet. Weitere Vorkommen befinden sich in Nordost- und Südwestasien, in Nordamerika, Nord- und Südafrika und in Australien.